# Dolton, Illinois
Dolton är en ort (village) i Cook County, i delstaten Illinois, USA. Orten har 21 426 invånare (2020), på en yta av 12,13 km². Katolska kyrkans 267:e påve Leo XIV är född i Dolton.